# Gonocarpus pithyoides
Gonocarpus pithyoides là một loài thực vật có hoa trong họ Haloragaceae. Loài này được Nees miêu tả khoa học đầu tiên năm 1848.